# Ганевская, Ганна Владимировна
 Ганна Владимировна Ганевская  (12 августа 1926 — 5 июля 2018) — художница-постановщица по костюмам киноконцерна «Мосфильм», участник Великой Отечественной войны, Заслуженный художник Российской Федерации (2001).

## Творчество
Родилась 12 августа 1926 года в Твери. После окончания факультета конструирования одежды Текстильного института (мастерская П. П. Пашкова), обучалась в аспирантуре Института истории и теории искусств АН СССР по специальности «Прикладное искусство». В 1955—1958 годах писала сценарии для Центральной студии телевидения, сотрудничала с журналом «Искусство» и изданием «Всеобщая история искусств», читала лекции по истории костюма.
С 1957 года работала на киностудии «Мосфильм», сначала ассистентом художника по костюмам на картине «Сампо», затем как художник по костюмам

. Участвовала в работе над многими сложнопостановочными фильмами с классиками отечественного кино: Михаилом Швейцером, Александром Аловым, Владимиром Наумовым, Игорем Таланкиным и другими.
По словам историка кино Наума Клеймана, Ганна Владимировна Ганевская принадлежала к замечательной плеяде российских художников театрального и кинематографического костюма, таких как Лев Бакст, Наталья Гончарова, Александра Экстер, Ольга Кручинина. В своей работе Ганна Ганевская умела увязывать приметы эпохи с образами персонажей, с индивидуальностью актёров или актрис. Она искусно подчёркивала общий стиль фильма, создаваемый режиссёром, оператором, художником-постановщиком. Достаточно сравнить эскизы к фильмам «Егор Булычёв» Сергея Соловьёва и «Мать» Глеба Панфилова, поставленные по произведениям одного писателя — Максима Горького и показывающие одну эпоху русской истории. Когда было необходимо, фантазия художницы позволяла ей подниматься над бытовой достоверностью и заострять решение костюма до гротеска, как в «Скверном анекдоте» Александра Алова и Владимира Наумова (по рассказу Достоевского) или в «Бегстве мистера Мак-Кинли» Михаила Швейцера. Для фильма Глеба Панфилова «Жанна Д’Арк», постановка которого была запрещена из-за «мистицизма» замысла, она набросала точные по силуэту и колориту костюмы участников исторической трагедии, а не привычные для «костюмных» фильмов пышные средневековые наряды.

## Признание и награды
Ганна Ганевская трижды номинировалась на премию «Ника» За лучшую работу художника по костюмам (в 1988 году за фильм «Скверный анекдот», в 1991 году за фильм «Мать» и в 2000 году за фильм «Незримый путешественник»).

## Семья
Муж — Серганов Евгений Иванович (28.12.1918 — 06.04.2000), художник, заслуженный художник РСФСР (1974).
Окончил ВГИК (1949). С 1949 — художник-постановщик киностудии «Мосфильм».

## Фильмография
- 1960 — Воскресение (режиссёр М. Швейцер)
- 1964 — Живые и мёртвые (режиссёр А. Столпер)
- 1964 — Свет далёкой звезды (режиссёр И. Пырьев)
- 1966 — Скверный анекдот (режиссёры А. Алов и В. Наумов)
- 1967 — Возмездие (режиссёр А. Столпер)
- 1970 — Карусель (режиссёр М. Швейцер)
- 1970 — Чайка (режиссёр Ю. Карасик)
- 1971 — Егор Булычов и другие (режиссёр С. Соловьёв)
- 1972 — Четвёртый (режиссёр А. Столпер)
- 1975 — Бегство мистера Мак-Кинли (режиссёр М. Швейцер)
- 1975 — Когда наступает сентябрь (режиссёр Э. Кеосаян)
- 1976 — Собственное мнение (режиссёр Ю. Карасик)
- 1978 — Право первой подписи (режиссёр В. Чеботарев)
- 1980 — Идеальный муж (режиссёр В. Георгиев)
- 1981 — Бешеные деньги (режиссёр Е. Матвеев)
- 1981 — Любимая женщина механика Гаврилова (режиссёр П. Тодоровский)
- 1982 — Ищите женщину (режиссёр А. Сурикова)
- 1986 — Анна Павлова (режиссёр Э. Лотяну)
- 1990 — Мать (режиссёр Г. Панфилов)
- 1998 — Незримый путешественник (режиссёры И. Таланкин и Д. Таланкин)